# Le Vrai Chic parisien
Le Vrai Chic parisien est un café-théâtre créé par Claude Keslassy et Coluche.
En novembre 1971, il s'intitule Au vrai chic parisien - Théâtre vulgaire, puis Le vrai chic parisien. On trouve autour de Coluche : de nombreux talents : Roland Giraud, Patrice Minet, Michel Puterflam, Philippe Bruneau, Claire Nadeau, Brigitte Roüan, Coline Serreau, Christine Dejoux, Nancy Oshues, et sa future femme Véronique Kantor.
Le premier spectacle s'intitule Thérèse est triste et Jean-Marc Reiser en réalise l'affiche. C'est une suite de sketchs parodiques, de fesses à l'air et de seins nus qui se joue sur les airs pops de Xavier Thibault, au théâtre de l'Alliance française, et au TTX 75, un cabaret situé dans les caves de l'Olympia.
À cause de son comportement, les ruptures vont s'enchaîner, mais rarement définitives. Le personnage de Coluche prend forme.
Le Vrai Chic s'installe au no 16 impasse d'Odessa (impasse disparue depuis, et située dans le quartier du Montparnasse à Paris) à la place du Café de la Gare lors de son déménagement vers la rue du Temple. Le spectacle est alors Ginette Lacaze 1960. C'est une comédie musicale au temps des yé-yé qui remplit la salle pendant plusieurs mois. Elle est ensuite présentée en première partie de Dick Rivers à l'Olympia.
Le troisième spectacle Introduction à l'esthétique fondamentale est un réveillon que prennent en prison 6 rupins. Martin Lamotte quitte la troupe, il écrit et monte Le crépuscule des lâches, avant d'entraîner les rescapés de la troupe, vers un nouveau café-théâtre  La Veuve Pichard.
Coluche quitte sa troupe une nouvelle fois (comme le Café de la Gare) et se lance dans une carrière solo.